# Opius dataensis
Opius dataensis är en stekelart som beskrevs av Fischer 1966. Opius dataensis ingår i släktet Opius och familjen bracksteklar. Inga underarter finns listade i Catalogue of Life.